# Toshio
 Toshio ist ein japanischer männlicher Vorname. 

## Herkunft und Bedeutungen
Der japanische Vorname bedeutet in der Schreibweise 敏夫 unter anderem ‚flinker Mann; gescheiter Mann‘ bzw. als 俊夫 ‚vortrefflicher Mann‘. Unterschiedliche Bedeutungen je nach Schreibweise der Kanji-Zeichen sind möglich. Der Name kann auch in Hiragana oder Katakana geschrieben werden.

## Vorname
- Toshio Akiyama (* 1929), japanischer Komponist
- Toshio Hirabayashi, japanischer Fußballspieler
- Toshio Hirano (* 1947), japanischer Immunologe
- Toshio Hosokawa (* 1955), japanischer Komponist
- Toshio Iwatani (1925–1970), japanischer Fußballspieler
- Toshio Mashima (1949–2016), japanischer Komponist
- Toshio Masuda (Regisseur) (* 1927), japanischer Regisseur
- Toshio Masuda (Politiker) (* 1929), japanischer Politiker
- Toshio Masuda (Komponist) (* 1959), japanischer Komponist
- Toshio Matsuura (* 1955), japanischer Fußballspieler
- Toshio Nakajima, japanischer Manager
- Toshio Ogawa (* 1948), japanischer Politiker
- Toshio Oida (1925–2003), japanischer Jazzsänger
- Toshio Ōshima (* 1948), japanischer Mathematiker
- Toshio Shimao (1917–1986), japanischer Schriftsteller
- Toshio Sugiura (1942–2018), japanischer Sumōringer
- Toshio Suzuki (* 1948), japanischer Filmproduzent
- Toshio Takabayashi (* 1953), japanischer Fußballspieler
- Toshio Tamogami (* 1948), japanischer Luftwaffengeneral
- Toshio Sugiura (1942–2018), japanischer Sumōringer
- Toshio Toyota (* 1956), japanischer Sprinter